# 2445 Blazhko
2445 Blazhko eller 1935 TC är en asteroid i huvudbältet, som upptäcktes den 3 oktober 1935 av den ryska astronomen Pelageja Sjajn vid Simeizobservatoriet på Krim. Den har fått sitt namn efter den ryske astronomen Sergej Blazjko (1870–1956).
Asteroiden har en diameter på ungefär nio kilometer och tillhör asteroidgruppen Flora.